# Фридман, Игнац
Игнац Фридман (нем. Ignaz Friedman, пол. Ignacy Friedman, полное имя Шлойме Ицхок Фрейдман, идиш שְׁלֹמֹה יִצְחָק פֿרײדמאַן‎; 14 февраля 1882, Подгорье (сейчас район Кракова) — 26 января 1948, Сидней) — польский пианист, композитор и музыкальный педагог.

## Биография
Родился в еврейской семье. Музыкой стал заниматься в раннем возрасте под руководством своего отца — скрипача и кларнетиста театрального оркестра. Позже обучался игре на фортепиано у краковского педагога Флоры Гживинской. В 1900 г. отправился в Лейпциг, где изучал композицию под руководством Гуго Римана, с 1901 г. совершенствовался как пианист в Вене у Теодора Лешетицкого и его ассистентки Мальвины Бре, одновременно изучая теорию и историю музыки у Гвидо Адлера.
С большим успехом дебютировал в ноябре 1904 г. в Вене, исполнив в один вечер фортепианные концерты Брамса, Чайковского и Листа. В течение ряда лет жил в Берлине, с началом Первой мировой войны уехал в Данию, затем в Италию, — гастролируя при этом по всему миру. В 1927 г. в Вене принял участие в фестивале по случаю 100-летия со дня смерти Бетховена, исполнив фортепианные произведения и трио с Б. Губерманом и П. Казальсом.
В 1940 году отправился в концертное турне по Австралии, получив возможность не возвращаться в охваченную войной Европу. Дал последний концерт 24 июля 1943 года в Сиднее, после чего вынужден был оставить сцену из-за болезни руки.
Был известен своей великолепной техникой игры, дал более 2800 концертов по всему миру. Сочинил ряд музыкальных транскрипций для фортепиано, салонных миниатюр и камерных произведений. Занимался изданием произведений для фортепиано Шопена, Листа, Шумана.
Оставшиеся от Фридмана записи в совокупности составили шесть дисков. Наиболее высокую оценку специалистов получили записи произведений Шопена и «Песен без слов» Феликса Мендельсона.